# سليم بن ملحان
سليم بن ملحان بن خالد بن زيد بن حرام الخزرجي الأنصاري صحابي جليل من قبيلة الخزرج من الأنصار قال ابن سعد: «شهد سليم بن ملحان مع النبي محمد صلى الله عليه وسلم بدراً وأحداً ويوم بئر معونة وقُتِل يومئذٍ شهيداً». وهو أخو كلٍ من الصحابي حرام بن ملحان والصحابيتان أم سليم بنت ملحان وأم حرام بنت ملحان وهو أيضاً خال الصحابي أنس بن مالك.